# قطعنامه ۶۱۶ شورای امنیت
قطعنامه ۶۱۶ شورای امنیت سازمان ملل متحد که در تاریخ ۲۰ ژوئیه ۱۹۸۸ تصویب شد، سندی بین‌المللی دربارهٔ جمهوری اسلامی ایران-آمریکا و در مورد موضوع پرواز شماره ۶۵۵ ایران ایر است. این قطعنامه طی نشست ۲۸۲۱ام با ۱۵ رای موافق، ۰ مخالف و ۰ ممتنع تصویب شد.

## پیشینه
در روز یکشنبه ۱۲ تیر ۱۳۶۷ هواپیمای ایرباس آ-۳۰۰ متعلق به هواپیمایی جمهوری اسلامی ایران در فرودگاه بین‌المللی بندرعباس به زمین نشست و طبق برنامه پیش‌بینی شده، قرار بود این هواپیما با شمارهٔ پرواز ۶۵۵ به همراه ۲۷۴ مسافر (با ملیت‌های ایرانی، اماراتی، یوگسلاوی، پاکستانی، هندی و ایتالیایی) و ۱۶ خدمهٔ پرواز که در مجموع ۲۹۰ نفر می‌شدند، به مقصد دبی، امارات متحده عربی پرواز کند. هواپیما ایرباس آ-۳۰۰ با ۲۷ دقیقه تأخیر، در ساعت ۱۰:۱۷ صبح به وقت ساعت رسمی ایران، از فرودگاه بین‌المللی بندرعباس به مقصد فرودگاه بین‌المللی دبی برخاست. در همان موقع، ناو جنگی وینسنس آمریکا که از یک مأموریت اسکورت برمی‌گشت و با قایق‌های تندروی ایرانی درگیر شد. با جنگی شدن منطقه و ورود هواپیما به این ناحیه، به دستور ناخدا ویلیام راجرز، فرمانده ناو وینسنس، موشک استاندارد ۲ را به سوی پرواز ۶۵۵ شلیک کرد. ناگهان هواپیما از صفحه رادارهای زمینی محو شده و در آب‌های خلیج فارس سقوط کرد. براساس مدارکی که ایران به دیوان بین‌المللی دادگستری تحویل داد، پرواز ۶۵۵ ایران‌ایر دارای ۲۷۴ مسافر و ۱۶ خدمه بود که در مجموع به ۲۹۰ سرنشین می‌رسد. که همه آنان کشته شدند.

## تصویب
قطعنامه شماره ۶۱۶ در ۲۹ تیر ۱۳۶۷ مصادف با ۲۰ ژوئیه  ۱۹۸۸، دو روز پس از اعلام پذیرفتن قطعنامه ۵۹۸ توسط جمهوری اسلامی ایران، درباره محکومیت اقدام آمریکا در ساقط کردن هواپیمای مسافربری ایران توسط ناو امریکا در خلیج فارس و تأکید بر اجرای فوری و کامل قطعنامه ۵۹۸، به تصویب رسید. پس‌ از تشکیل جلسه به درخواست ایران، از سوی جمهوری اسلامی ایران، ولایتی وزیر امور خارجه وقت ایران و از جانب آمریکا جرج بوش معاون وقت رئیس جمهوری در جلسه حضور داشتند و درباره این قطعنامه سخنرانی کردند. متن قطعنامه به شرح زیر است:
شورای امنیت، با بررسی نامه مورخه ۵ ژوئیه ۱۹۸۸ جانشین نماینده دائم جمهوری اسلامی ایران خطاب به رئیس شورای امنیت و با استماع بیانات نماینده جمهوری اسلامی ایران و سخنان نماینده‌ایالات متحده آمریکا با ابراز تاسف عمیق از این که یک هواپیمای غیرنظامی ایران ایر در پرواز برنامه ریزی شده بین‌المللی ۶۵۵، در پرواز بر فراز تنگه هرمز به وسیله موشک شلیک شده از ناو جنگی ایالات متحده آمریکا (وینسنس) منهدم گردیده‌است بر ضرورت تبیین حقایق سانحه با بازرسی بی‌طرفانه در منطقه خلیج [فارس] تأکید داشته و اظهارات خود را به شرح زیر اعلام نمود:
1. تأسف عمیق خود را از ساقط کردن هواپیمای غیرنظامی ایران به وسیله موشکی که از یک ناو جنگی آمریکا شلیک شده و تسلیت عمیق خود را به خاطر از دست رفتن غم‌انگیز جان انسانهای بی‌گناه ابراز می‌دارد.
2. همدردی صمیمانه خود را به خانواده‌های قربانیان سانحه غم‌انگیز و دولت‌ها و کشورهای آنان اعلام می‌دارد.
3. از تصمیم سازمان بین‌المللی هواپیمایی کشوری در پاسخ به درخواست جمهوری اسلامی ایران مبنی بر ایجاد گروه تحقیق برای بررسی تمام حقایق موجود همچنین از اعلام ایالات متحده آمریکا و جمهوری اسلامی ایران مبنی بر تصمیمشان برای همکاری با بررسی سازمان هواپیمایی کشوری استقبال می‌کند.
4. از تمامی اعضای کنوانسیون ۱۹۴۴ شیکاگو، درخواست می‌کند که در همه شرایط، مقررات و رویه‌های سلامت هوانوردی کشوری به ویژه ضمائم آن کنوانسیون به منظور جلوگیری از چنین پیشامدهایی را دقیقاً مراعات نمایند.
5. لزوم اجرای فوری و کامل قطعنامه ۵۹۸ شورای امنیت، شورا را به عنوان تنها مبنای حل جامع، عادلانه، شرافتمندانه و پایدار، منازعه میان ایران و عراق ابراز و پشتیبانی خود را از دبیر کل برای اجرای این قطعنامه اعلام و خود را ملزم به همکاری با دبیر کل برای تسریع در اجرای طرح اجرایی او می‌نماید.

## پیامدها
پس‌ از این قطعنامه، در تاریخ  یکشنبه ۲۶ / ۴ / ۱۳۶۷ش / هفدهم ژوئیه ۱۹۸۸م محمدجعفر محلاتی (سفیر و جانشین نماینده دایمی ایران در سازمان ملل) نامه سیدعلی خامنه ای، رئیس جمهور وقت، مبنی بر پذیرش قطعنامه ۵۹۸ از سوی ایران را در خانه دکوئیار (دبیرکل) تسلیم وی کرد.
ایران همواره به محکوم نشدن آمریکا در این قطعنامه معترض بود و از همین رو مقامات سیاسی و دیپلماتیک این کشور شکایت‌نامه‌ای را به سازمان هواپیمایی کشوری بین‌المللی – ایکائو – تسلیم کردند اما مقامات این سازمان با صدور اطلاعیه‌ای صرفا به ابراز تأسف از این فاجعه و تسلیت به بازماندگان بسنده کردند. پس از آن مقامات ایرانی علاوه بر شورای امنیت سازمان ملل و ایکائو شکایت دیگری را خطاب به دیوان بین‌المللی دادگستری لاهه به جریان انداختند که این شکایت موجب محکومیت مالی آمریکا و پرداخت غرامتِ بابت جان باختن صدها انسان و منهدم شدن هواپیمای مسافربری ایران شد.